# Globen (tunnelbanestation)
Globens tunnelbanestation, som tidigare hetat Slakthuset och Isstadion, är en station på Stockholms tunnelbana och är belägen intill Globenområdet i stadsdelen Johanneshov i Söderort inom Stockholms kommun. Stationen betjänas av tunnelbanans gröna linje samt spårvagn. 
Stationen öppnades 9 september 1951 med namnet Slakthuset. 19 november 1958 bytte den namn till Isstadion (Johanneshovs isstadion invigdes 1955) och den 20 augusti 1989 till Globen. I slutet av 1980-talet byggdes stationen om och moderniserades i samband med byggandet av arenan Globen, som också har givit stationen dess nuvarande namn. 1999 öppnades spårvägen Tvärbanans plattform norr om tunnelbanespåren.
Avståndet till Slussen är 3 kilometer, och det tar cirka 9 minuter till T-Centralen. Avståndet från Alvik med spårvagn är 9,1 kilometer. Stationen har cirka 6 400 påstigande per dag för tunnelbanan och 2 500 påstigande för spårvägen.
Stationen består av en plattform utomhus med entré från Globenbron i norr och Slakthusbron i söder. Längs Palmfeldtsvägen finns konstnärlig utsmyckning i form av ett 149 meter långt stängsel inklusive glaspyramider skapade 1989 av skulptören Joanna Troikowicz. Glaspyramiderna är ett inte helt avslutat verk. Konstverket heter Isfantasi. Spårvagnshållplatsen har en separat entré från Globenbron och från Konstgjutarvägen. Från den södra entrén sett så går spåren till höger mot Hagsätra och spåren till vänster mot Hässelby strand.

## Framtid
Stationen kommer att läggas ned omkring år 2030. Tunnelbanan från Sockenplan till Hagsätra kommer då att överföras till Blå linjen, medan nuvarande tunnelbanesträcka mellan Gullmarsplan och Sockenplan kommer att rivas. Även stationen Enskede gård läggs ned. En ny station öppnar inom Slakthusområdet. Spårvägens hållplats kommer att finnas kvar.

## Galleri

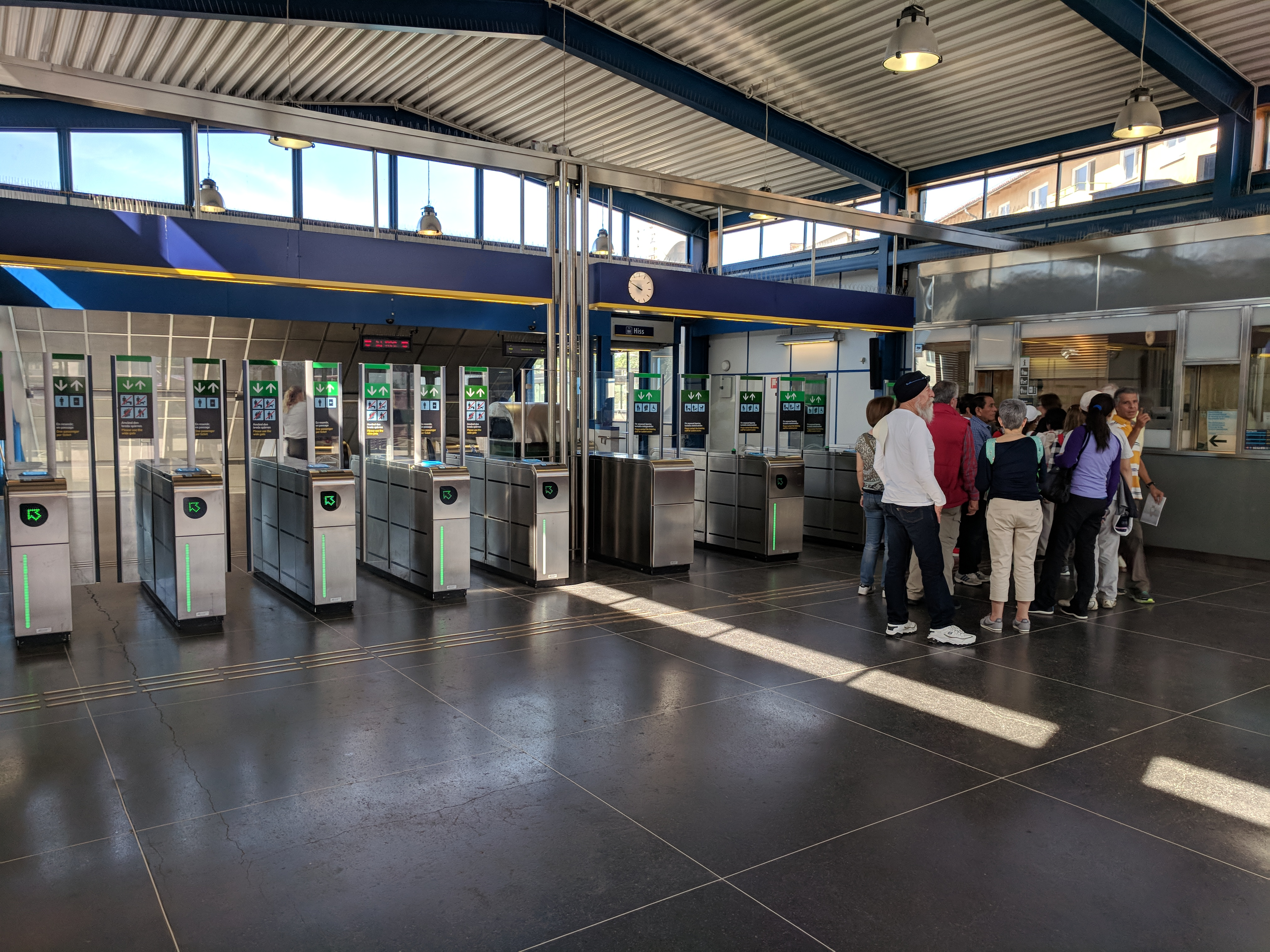
Biljetthallen
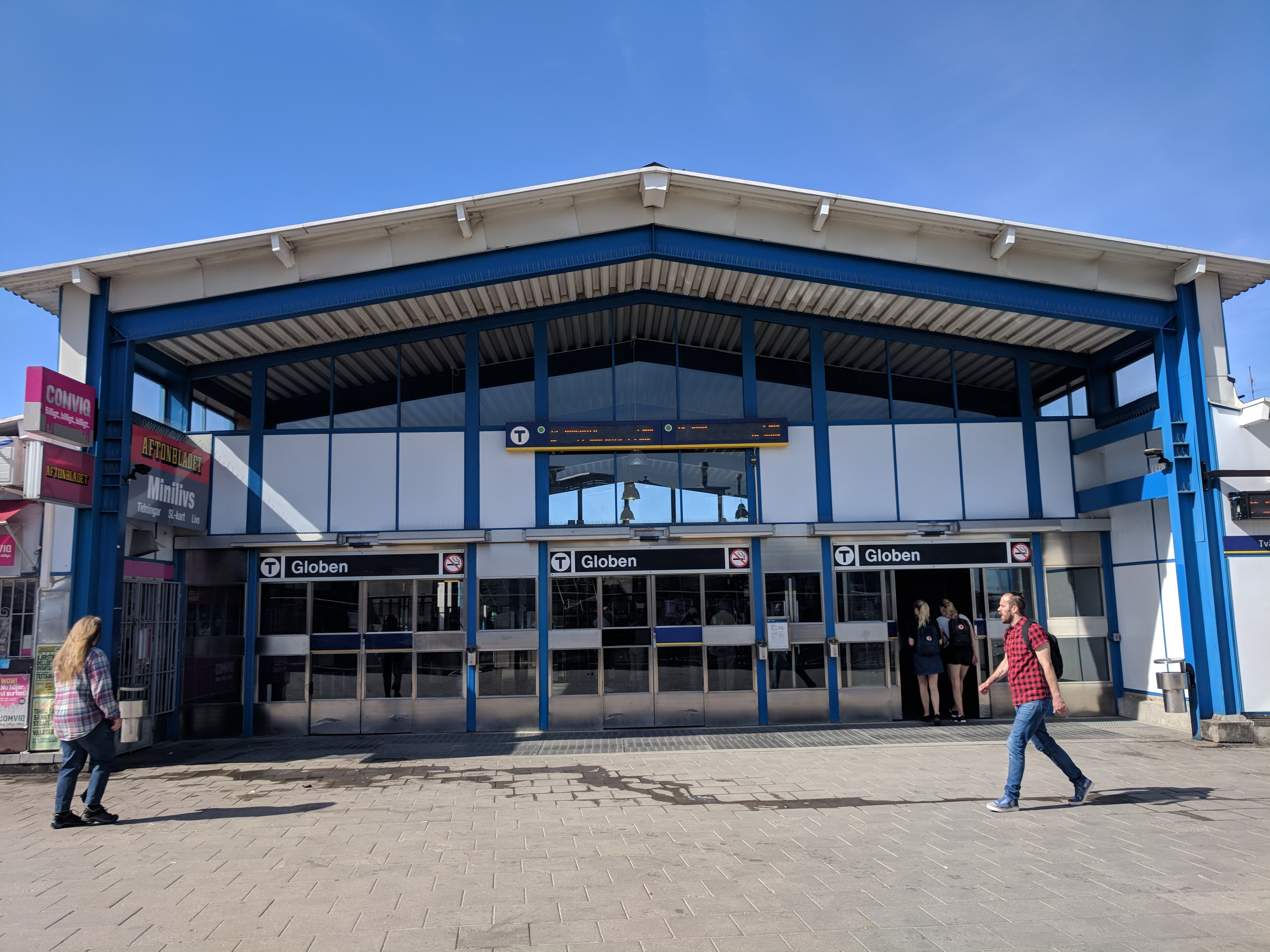
Huvudingången
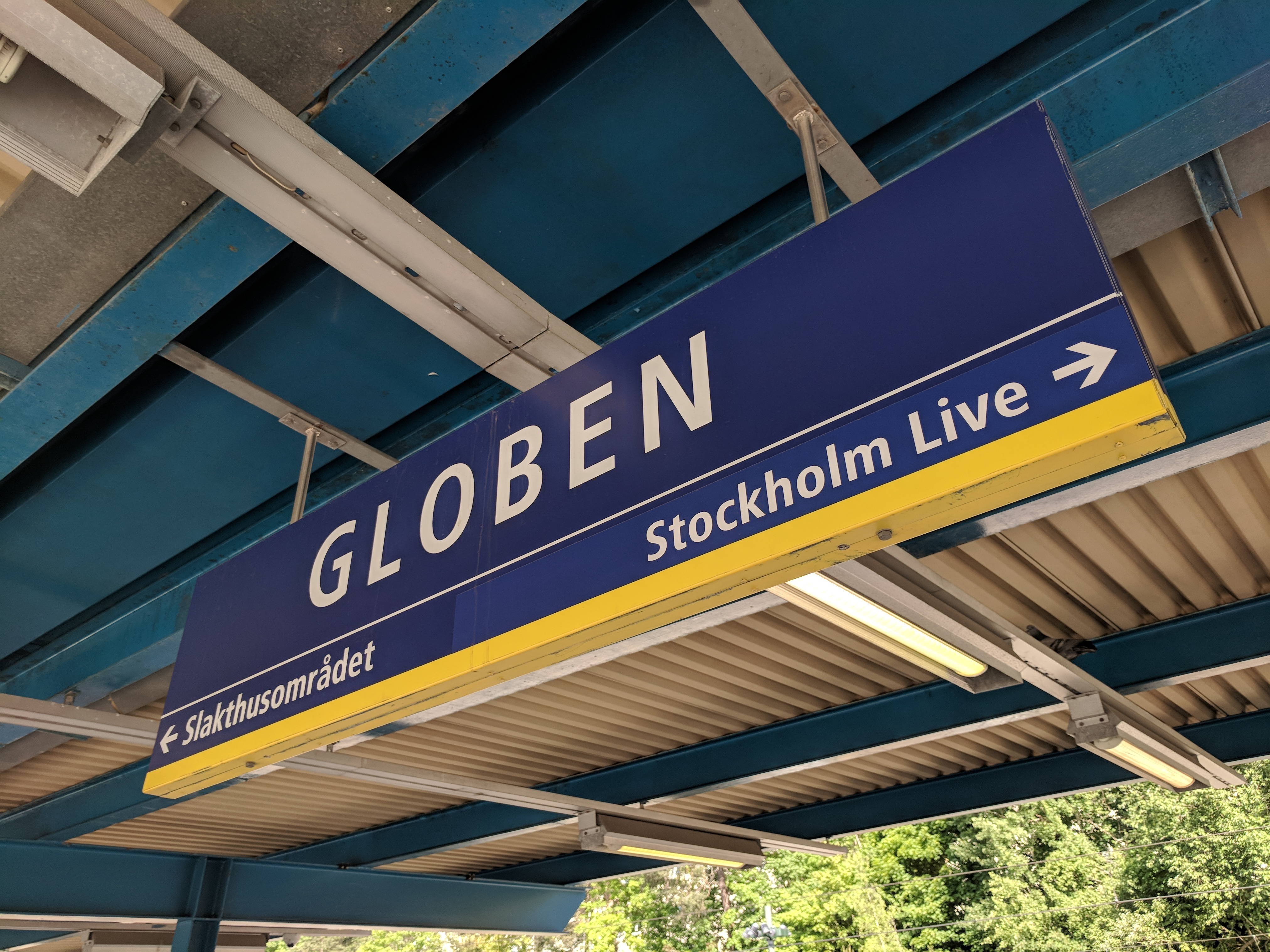
Stationsskylt
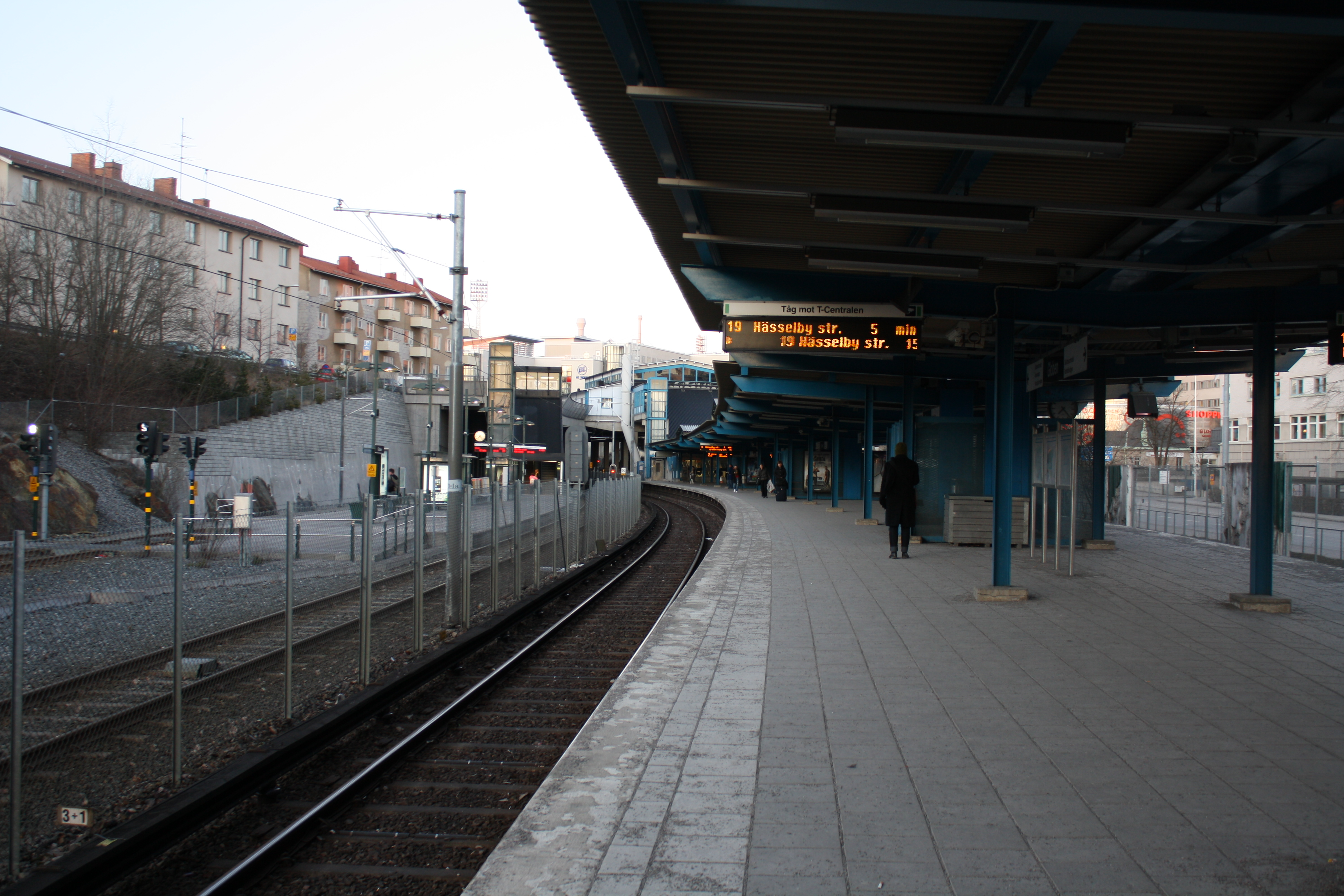
Tunnelbanestation och spårvagnshållplats Globen, april 2009.
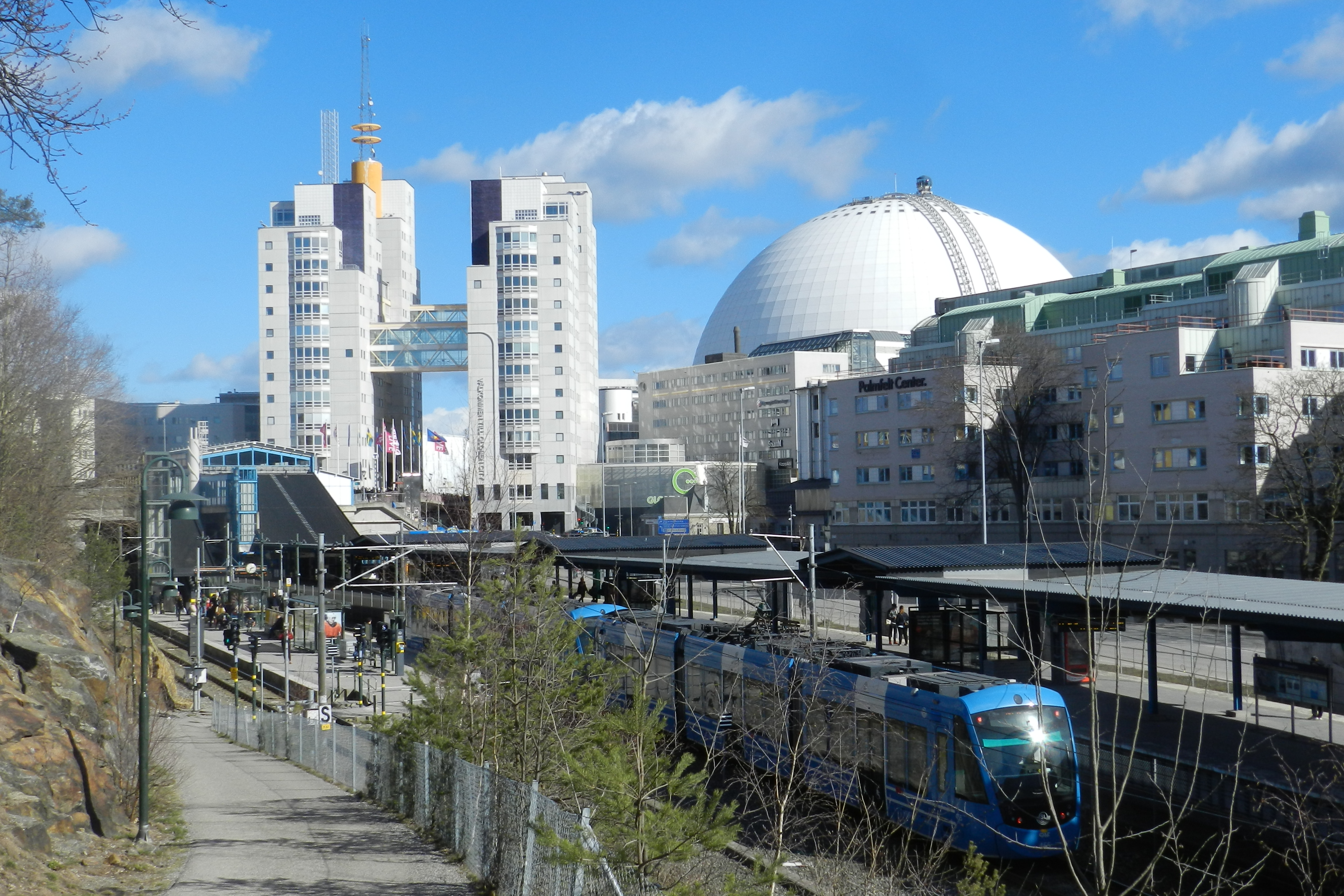
Globen spårvagnshållplats
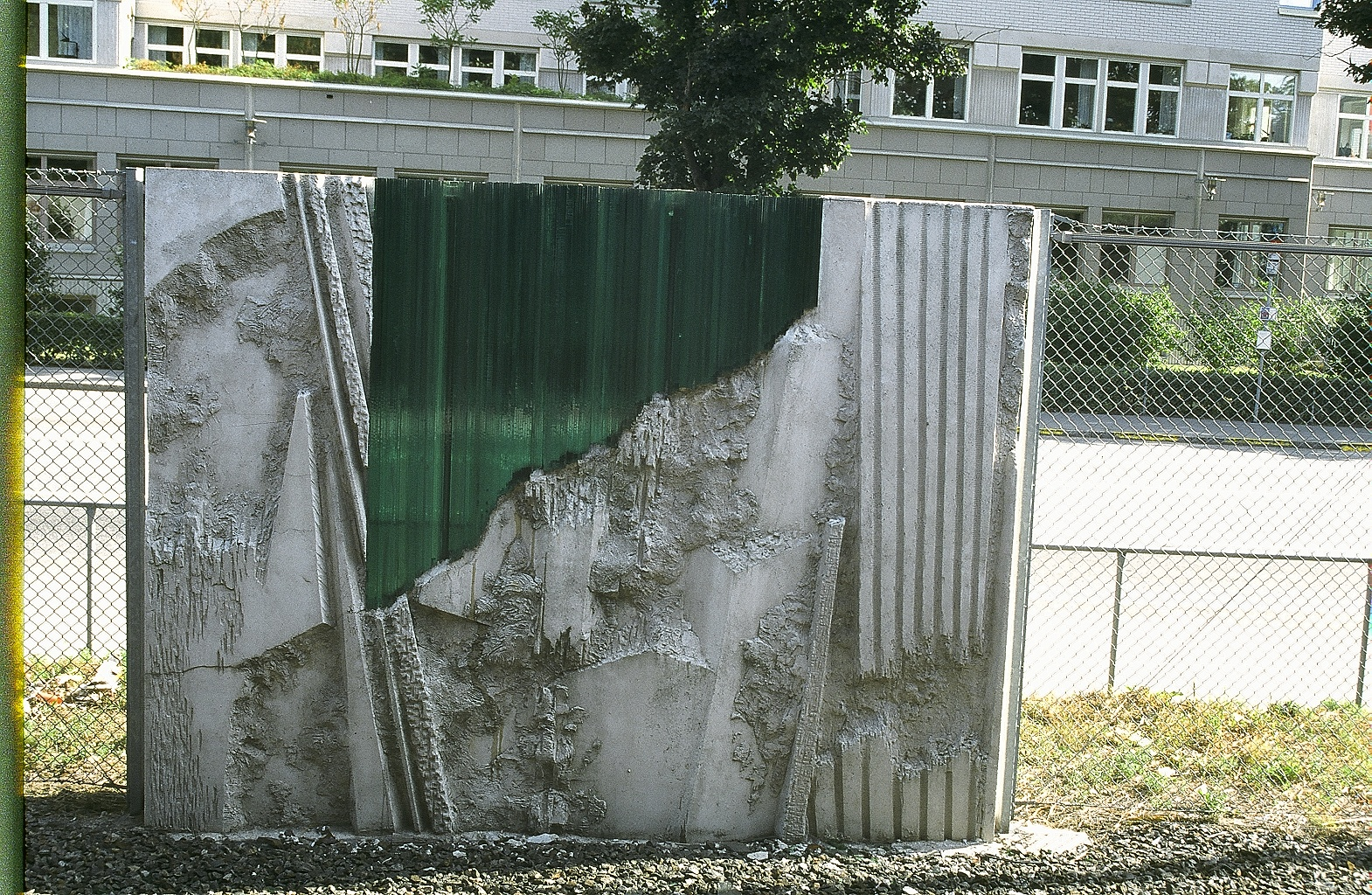
Konstnärlig utsmyckning av Joanna Troikowicz.